# Dänischenhagen
Dänischenhagen település Németországban, Schleswig-Holstein tartományban. Lakosainak száma 3754 fő (2023. december 31.).

## Népesség
A település népességének változása:
| Lakosok száma | 1928 | 3924 | 3858 | 3810 | 3807 | 3754 |
|               | 1975 | 2017 | 2019 | 2021 | 2022 | 2023 |